# Чжуан-бо
Цюйвоский Чжуан-бо (曲沃莊伯) – второй правитель удела Цюй-во в эпоху Чуньцю по имени Цзи Шань (姬鱓). Сын Хуань-шу. Правил с 730 – по 716 год до н. э.
Дважды вторгался в царство Цзинь, чтобы захватить престол. Первый раз при правлении цзиньского Сяо-хоу, который в результате военных действий был убит. Второй раз после смерти цзиньского Ао-хоу. Обе попытки были неудачны. 
После смерти Чжуан-бо удел наследовал его сын Чэн, ставший впоследствии цзиньским У-гуном.